# Synagoga w Tukums
Synagoga w Tukums (łot. Tukuma sinagoga) – nieistniejąca synagoga znajdująca się miasteczku Tukums na Łotwie, przy ulicy Elizabetes 3.
Synagoga została zbudowana w 1865. Podczas II wojny światowej, po wkroczeniu wojsk niemieckich do Tukums w 1941, synagoga została zburzona. Po zakończeniu wojny nie została odbudowana.